# Colorado City (Arizona)
Colorado City és una població dels Estats Units a l'estat d'Arizona. Segons el cens del 2007 tenia 4.807 habitants.

## Demografia
Segons el cens del 2000, Colorado City tenia 3.334 habitants, 444 habitatges, i 417 famílies La densitat de població era de 122,5 habitants/km².
Dels 444 habitatges en un 83,1% hi vivien nens de menys de 18 anys, en un 85,8% hi vivien parelles casades, en un 3,6% dones solteres, i en un 5,9% no eren unitats familiars. En el 4,1% dels habitatges hi vivien persones soles l'1,1% de les quals corresponia a persones de 65 anys o més que vivien soles. El nombre mitjà de persones vivint en cada habitatge era de 7,51 i el nombre mitjà de persones que vivien en cada família era de 7,58.
Per edats la població es repartia de la següent manera: un 60,4% tenia menys de 18 anys, un 11,4% entre 18 i 24, un 20,2% entre 25 i 44, un 6,3% de 45 a 60 i un 1,7% 65 anys o més.
L'edat mediana era de 14 anys. Per cada 100 dones de 18 o més anys hi havia 91,3 homes.
La renda mediana per habitatge era de 32.826 $ i la renda mediana per família de 32.344 $. Els homes tenien una renda mediana de 24.429 $ mentre que les dones 22.969 $. La renda per capita de la població era de 5.293 $. Aproximadament el 29% de les famílies i el 31,9% de la població estaven per davall del llindar de pobresa.

## Poblacions més properes
El següent diagrama mostra les poblacions més properes.